# BCR Open Romania Ladies 2011
Il BCR Open Romania Ladies 2011 è stato un torneo professionistico di tennis femminile giocato sulla terra rossa. È stata la 5ª edizione del torneo, che fa parte dell'ITF Women's Circuit nell'ambito dell'ITF Women's Circuit 2011. Si è giocato a Bucarest in Romania dal 18 al 24 luglio 2011.

## Partecipanti

### Teste di serie
| Nazionalità | Giocatrice           | Ranking* | Testa di serie |
| ----------- | -------------------- | -------- | -------------- |
| Romania     | Simona Halep         | 59       | 1              |
| Romania     | Irina-Camelia Begu   | 60       | 2              |
| Romania     | Sorana Cîrstea       | 79       | 3              |
| Croazia     | Petra Martić         | 89       | 4              |
| Spagna      | Laura Pous Tió       | 94       | 5              |
| Spagna      | Carla Suárez Navarro | 103      | 6              |
| Italia      | Maria Elena Camerin  | 114      | 7              |
| Rep. Ceca   | Renata Voráčová      | 129      | 8              |

- Ranking all'11 luglio 2011.

### Altre partecipanti
Giocatrici che hanno ricevuto una wild card:
- Elora Dabija
- Cristina Dinu
- Diana Enache
- Andreea Mitu

Giocatrici che sono passate dalle qualificazioni:
- Annalisa Bona
- Estrella Cabeza Candela
- Eva Fernández-Brugués
- Lenka Juríková

## Campionesse

### Singolare
Irina-Camelia Begu ha battuto in finale  Laura Pous Tió, 6–3, 7–5

### Doppio
Irina-Camelia Begu /  Elena Bogdan hanno battuto in finale  Maria Elena Camerin /  İpek Şenoğlu, 6(1)–7, 7–6(4), [16–14]